# Episodi di Pesci piccoli - Un'agenzia. Molte idee. Poco budget (prima stagione)
La prima stagione della serie televisiva Pesci piccoli - Un'agenzia. Molte idee. Poco budget, composta da sei episodi, è stata trasmessa sulla piattaforma Prime Video l'8 giugno 2023.
| nº | Titolo                  | Prima TV      |
| -- | ----------------------- | ------------- |
| 1  | Il primo influencer     | 8 giugno 2023 |
| 2  | Il sangue blu           | 8 giugno 2023 |
| 3  | Haters gonna hate?      | 8 giugno 2023 |
| 4  | L'ufficio               | 8 giugno 2023 |
| 5  | In memoria di Nonna Lia | 8 giugno 2023 |
| 6  | I pesci piccoli         | 8 giugno 2023 |

## Il primo influencer
Mentre Fru è costretto a girare dei balletti per il profilo tiktok dell’agenzia con Ciro, l’arrivo di Greta, una nuova manager declassata dalla sede centrale, porta subito una novità: per un cliente di pavimenti Fabio e Aurora devono organizzare una campagna video con un influencer dal talento discutibilissimo. Dopo una serie di blocchi mentali da parte di alcuni personaggi, finalmente si riesce a girare un buon video.
- Guest star: Achille Lauro, Herbert Ballerina

## Il sangue blu
Aurora e Ciro creano una parodia social di uno spot TV su cui ha lavorato Greta. Per sbaglio lo pubblicano sul serio, ricevendo sorprendentemente i complimenti della sede centrale e suscitando l'invidia di Greta. Questo la porta a reagire male con alcuni colleghi. Intanto la fissa del momento di Fru è fare il voice-over della vita dei membri dell'azienda, tra cui Fabio, per spronarlo a lasciarsi alle spalle la sua ex e conoscere qualcuno di nuovo. Attraverso questo gioco vorrebbe rivelare il suo interesse verso una collega, ma finisce per non esser preso sul serio da lei. Alla fine Greta riesce a risolvere la questione della pubblicità e prova a farsi voler bene dai colleghi.

## Haters gonna hate?
Un hater prende di mira una campagna seguita da Fru, e quando Aurora suggerisce di trasformare la critica in un’occasione di dialogo invitando l’hater in ufficio, le cose per Fru peggiorano ancora. Intanto Ciro deve affrontare un grande ostacolo: confessare a “Giovanni delle piadine” che non vuole più mangiare le sue piadine ogni giorno. Alla fine il rapporto tra Fru e il suo hater si rivela produttivo per entrambi; Greta si integra sempre di più nella nuova azienda e Aurora scopre che il collega per cui ha una cotta è stato lasciato dalla sua fidanzata.
- Guest star: Giovanni Muciaccia

## L'ufficio
Una troupe sta girando un documentario in ufficio proprio nei giorni del “pesce di Marzo”, un torneo di scherzi arbitrato da Fru. Il vincitore riceverà il tanto ambito "pesce d'oro". Ciro e Greta fanno squadra ed organizzano uno scherzo che però sfugge di mano, portando numerosi problemi all'agenzia. Intanto Aurora e Fabio risolvono una polemica per un vecchio video dell’agenzia copiato da un competitor. Fabio continua a mandare avanti la sua teoria secondo cui tutto è copiato e nulla più è originale.

## In memoria di Nonna Lia
È giorno di shooting per uno dei clienti più vecchi dell’agenzia, i Biscotti Nonna Lia, ma la povera nonna ormai non è più brillante come un tempo, riesce solo a ripetere ciò che gli viene detto. Fabio però la sente parlare e sospetta che i nipoti la stiano sfruttando. Dunque decide di rompere le regole per una volta e porta la nonna in giro per farle vedere il mare, insieme a Fru, a Ciro e ad Aurora, che è stracolma di energie dopo aver provato ad affrontare la stanchezza con rimedi poco ortodossi. Inoltre Fru convince Ciro ad aprirsi un profilo come content creator per feticisti dei piedi. Intanto Greta fuma nel suo ufficio con una delle nipoti di Nonna Lia.

## I pesci piccoli
Ciro è scioccato perché in bagno Fabio lo vede seminudo. Decide allora che tutti gli uomini dell’ufficio devono provare la stessa esperienza, condividendo tra loro le fotografie del proprio membro. Intanto Greta coinvolge Marione in un progetto segreto, dato che da alcuni test risulta essere estremamente intelligente. Fabio però le fa notare che questa cosa fa star male il ragazzo, quindi Greta decide di lasciarlo andare. Aurora finalmente si fa coraggio e vorrebbe invitare Alessio ad uscire, ma scopre che la sua bellissima ex ragazza sarà in ufficio per fare da influencer e si tira indietro. Colta dalla gelosia, si sfoga con Fru e ciò la porta però in una situazione ancora più compromettente. Alla fine Alessio rifiuta, mentre il resto del gruppo canta in gioia e compagnia durante la serata karaoke del venerdì. Si unisce a loro anche Greta, dopo aver rifiutato una proposta per ritornare alla sede centrale.